# Kostanje, Vrba na Koroškem
Kostanje (nemško: Köstenberg) so vas v občini Vrba ob Vrbskem jezeru na avstrijskem Koroškem.  Ležijo v Osojskih Turah, jugovzhodno od Osojskega jezera, na nadmorski višini 790 m. V pisnih virih Brižinske škofije se prvič omenjajo leta 1150. Po popisu iz leta 2001 ima kraj 150 prebivalcev.

## Zgodovina in prebivalstvo
Kostanje so bile ustanovljene kot samostojna občina leta 1889, ko sta se takratni katastrski občini Kostanje (Köstenberg) in Črešnje (Kerschdorf) odcepili od občine Loga vas. Prebivalstvo občine Kostanje je bilo izrazito slovensko govoreče vsaj še globoko v sredino 20. stoletja, o čemer pričajo zgodovinski popisi prebivalstva in bogato slovensko kulturno življenje. Ob Koroškem plebiscitu so bile Kostanje, podobno kot nekateri ostali takrat še slovensko govoreči kraji severno od Vrbskega jezera, vključene v cono B plebiscitnega ozemlja, zato tam glasovanje o državni pripadnosti ni bilo izvedeno.
Po zadnjem Avstro-Ogrskem popisu prebivalstva iz leta 1910 je okoli 66% prebivalcev takratne občine Kostanje navedlo slovenščino kot svoj vsakdanji pogovorni jezik.
| Občina              | Število slovensko govorečih 1910 | Število nemško govorečih 1910 | Število slovensko govorečih 1890 | Število nemško govorečih 1890 |
| ------------------- | -------------------------------- | ----------------------------- | -------------------------------- | ----------------------------- |
| Kostanje/Köstenberg | 634 (66%)                        | 329 (34%)                     | 768 (76%)                        | 241 (24%)                     |

Občina Kostanje je bila, skupaj z nekaterimi drugimi sosednjimi občinami, leta 1972 priključena trški občini Vrba na Koroškem (Velden am Wörthersee).

## Župnijska cerkev Kostanje
Farna cerkev Sv. Filipa in Jakoba se v pisnih virih prvič omenja leta 1202, nazadnje pa je bila obnovljena leta 1962. Nekdanja obrambna cerkev (tabor )  v gotskem slogu stoji sredi utrjenega in obzidanega pokopališča, na samem obzidju pa je še možno razločiti sledi strelnega orožja.
Na zunanjem zidu farne cerkve najdemo številne slovenske nagrobne kamne. Nekateri so posvečeni padlim iz prve svetovne vojne, drugi poetično opisujejo življenjsko usodo umrlih. Jozi Kokot, umrl 25. septembra 1944 v nacističnem taborišču v Mauthausenu  je poseben primer domače slovenske tradicije nagrobnih pesmi. Njegovo življenje in njegova usoda sta opisani v epski pesmi. S tem je ta kamen tudi kulturnozgodovinsko spomenik lokalne zgodovine.

## Srednjeveške ruševine
Na stičišču med Kostanjsko cesto in staro rimsko cesto severno od vasi Zgornje jezerce najdemo ostanke na holmu razvaline stolpa in dvorišča, ki jih omenja listina iz leta 1353 „turen und hof cze Chestnich“. Višina obzidja je do 150 cm, dolžina obzidja okoli dvorišča pa 350 m. Najdemo tudi ostanke drugega obrambnega obroča.
Hovart ali Črni grad je vas južno od Kostanj. Tam se nahaja razvalina Črnega gradu, ki je oddaljena od vaškega jedra kakih 15 minut pešpoti.

## Andrej Šuster - Drabosnjak in slovensko kulturno življenje
Kostanje so rojstni kraj znamenitega koroškega bukovnika Andreja Šusterja - Drabosnjaka  (rojen 6. maja 1768 v Drabosinjah, umrl 22. decembra 1825 v Umbarju). Bil je ljudski pesnik, dramatik in tiskar. Drabosnjak je svoja dela pisal in tiskal v lastni domači tiskarni, v slovenskem jeziku.  Bukovništvo je kulturni fenomen zlasti slovenske Koroške, ki črpa soje korenine še v protestantski jezikovni kulturi Primoža Trubarja.  Bukovniki so živi člen med protestantizmom in Slomškovo zamislijo o širjenju visoke kulture v narodu, kot je to bilo uresničeno s celovško Mohorjevo. Posebnost tega kulturno-literarnega gibanja je v njegovem ljudskem značaju, čeprav so imeli bukovniki za vzgled pri svojem ustvarjanju predvsem t. i. „visoko“ kulturo.
Njegova najbolj znana dela so igra o življenju Jezusa Kristusa Pasijon, pesnitev Svovenji Obace in Igra od izgubljenega sina. Njegove igre so pogosto prepisovali, priredili. Številne gledališke skupine pa jo jih uprizarjali  od 19. stoletja dalje, zlasti tudi v prvi polovici 20. stoletja do danes. Znamenita uprizoritev Pasijona je bila pred nekaj leti prav z  igralci domačini in iz okolice na Kostanjah.
Domače Slovensko prosvetno društvo Drabosnjak na Kostanjah  je bilo prvotno ustanovljeno leta 1903, ko so Kostanje bile še povsem slovenske, a so že občutile nasilje nemškutarske, človekove pravice zanikajoče oblasti in političnega okolja. Tudi to društvo je, kot vsa izobraževalna društva tega časa, namenilo posebno pozornost identiteti, jeziku in izobraževanju.  Petje in odrska dejavnost, ki je imela s Šuster-Drabosnjakom živo tradicijo v fari – pa sta bili dodatna stebra kulturne vizije življenja.
 
Župnija ali fara Kostanje šteje s svojimi podružnicami Trešiče, Črešnje, Gornja vas za dvojezične.

### Andrej Kokot, poet in priča časa
Andrej Kokot je rojen 23. novembra 1936 v Gornji vasi pri Kostanjah in izredno senzibilen pesnik ter prevajalec. Pesnik je koroško slovenske duše. Prvo zbirko je objavil leta 1969 (Zemlja molči). Sledile so: 1970 Ura vesti, 1972 Čujte, zvonovi pojo, 1974 Onemelo jutro. V zbirkah  Kamen molka (1979) in Kaplje žgoče zavesti (1982) se je vrnil k tradicionalnim oblikam pesnitve. Značilno za njegovo senzibilnost pa je, da je pisal in objavil tudi otroške pesmi, tako  Ringaraja 1983. Najdemo tudi nemške in angleške prevode njegovih pesmi, tako Die Totgeglaubten 1978 . Izbor pesmi s prevodom je objavljen v magistralnem delu „Slovenska beseda na Koroškem izdajateljev Reginald Vospernik in drugih.
 
Andrej Kokot je tudi priča časa. Kot otrok je bil zardi svoje materinščine izgnan skupaj z družino v nemška taborišča in sicer roparski in teroristični akciji nacistov 14. aprila 1942. Prvič je zapisal spomine leta 1996, ki so izšli 2012 v drugi slovenski izdaji ter v nemškem prevodu.  Njegov brat Jozi je bil ubit v Mauthausenu.

### Drabosnjak na vsakem koraku
V Gornji vasi pri Kostanjah je postavljen spomenik znamenitemu Andreju Šusterju - Drabosnjaku .
 
V Zgornjem Jezercu je cesta imenovana po  Andreju Šusterju - Drabosnjaku . 
 
V Kostanjah  je muzej Drabosnjakov dom vsakdanje kulture pod vodstvom Slovenskega narodopisnega inštituta Urban Jarnik.
Domače slovensko prosvetno društvo nosi Drabosnjakovo ime.

## Muzej Drabosnjakov dom
- Drabosnjakov dom, muzej vsakdanje kulture pod znanstvenim vodstvom Slovenskega narodopisnega inštituta Urban Jarnik.[21] 
  - naslov: Pfarrleitenweg 2, 9231 Kostanje (Zgornja vas (Oberndorf)).
  - Delovni časi: 
    - junij, september: ob sobotah in ob nedeljah od 13:00 do 17.00;
    - julij, avgust: od petkih do nedeljah od 13:00 do 17:00
    - ali po dogovoru z društvom SPD Drabosnjak.

  - vodstva za šole na teme: 
    - Od setve do žetve,
    - Od zrna do kruha,
    - Delo v gozdu,
    - Podeželska obrt.

## Kultura, šport in prosti čas
- SPD Drabosnjak v Kostanjah[22]
- Kostanje so odlična izhodiščna točka za pohodniške poti po Osojskih turah.
- vsako leto junija se v Kostanjah izvede tradicionalni gorski tek. VOM SEE ZUM BERG - Tauernberglauf 2007
- Področje ponuja veliko možnosti za kolesarjenje.

## Znamenite osebnosti
- Andrej Šuster - Drabosnjak (1768-1825), slovenski bukovnik.
- Andrej Kokot (1936-) slovenski pesnik.